# Дерягаль
Дерягаль — река в России, протекает в Похвистневском районе Самарской области недалеко от границы с Оренбургской областью.

## География и гидрология
Дерягаль — левобережный приток реки Тергала, её устье находится в 14 километре от устья Тергалы. Длина реки — 15 км. Площадь водосборного бассейна — 64,4 км².
На реке расположены села Ульяновка и Алешино.

## Данные водного реестра
По данным государственного водного реестра России относится к Нижневолжскому бассейновому округу, водохозяйственный участок реки — Большой Кинель от истока и до устья, без реки Кутулук от истока до Кутулукского гидроузла. Речной бассейн реки — Волга от верхнего Куйбышевского водохранилища до впадения в Каспий.
Код объекта в государственном водном реестре — 11010000812112100008128.